# Политика Западной Сахары
Политика Западной Сахары происходит в рамках территории, на которую претендуют как частично признанная Сахарская Арабская Демократическая Республика (САДР), так и Королевство Марокко.
Оккупированная Испанией с 1884 по 1975 год как испанская Сахара, эта территория была внесена в список Организации Объединённых Наций (ООН) как случай неполной деколонизации с 1960-х годов, что делает ее последней крупной территорией, которая фактически остаётся колонией, согласно ООН. Конфликт происходит в основном между Королевством Марокко и национально-освободительным движением, известным как Фронт ПОЛИСАРИО (Народный фронт за освобождение Сегиет-эль-Хамра и Рио-де-Оро), который в феврале 1976 года официально провозгласил Сахарскую Арабскую Демократическую Республику (САДР) и в настоящее время в основном управляется правительством в изгнании в Тиндуфе (Алжир).
В соответствии с Мадридскими соглашениями в ноябре 1975 года территория была разделена между Марокко и Мавританией, и Марокко приобрело две трети северных территорий. Мавритания под давлением партизан ПОЛИСАРИО отказалась от всех претензий на свою долю в августе 1979 года, а Марокко вскоре после этого перешло к аннексии этого сектора и с тех пор установило административный контроль над большей частью территории. Её часть находится под управлением САДР. Сахарская Арабская Демократическая Республика была членом Организации африканского единства в 1984 году и одним из основателей Африканского союза. Партизанские действия продолжались до тех пор, пока 6 сентября 1991 года через миссию МООНРЗС не было достигнуто прекращение огня под наблюдением ООН. Миссия патрулирует разделительную линию между двумя территориями.
В 2003 году посланник ООН на территории Джеймс Бейкер представил План Бейкера, известный как Бейкер II, который дал бы Западной Сахаре немедленную автономию в течение пятилетнего переходного периода для подготовки к референдуму, предлагая, чтобы жители территории могли выбирать между независимостью, автономией в составе Королевства Марокко или полной интеграцией с Марокко. Фронт ПОЛИСАРИО принял план, однако Марокко отвергло его. Ранее, в 2001 году, Бейкер представил свой рамочный план под названием «Бейкер I», в котором спор будет окончательно решён за счет автономии в рамках суверенитета Марокко, но Алжир и Фронт ПОЛИСАРИО отказались от него. Вместо этого Алжир предложил раздел территории. 

## Избирательное право
Часть населения, проживающая на территориях, оккупированных Марокко, участвует в национальных и региональных выборах Марокко. Референдум о независимости или интеграции с Марокко был согласован Марокко и Фронтом ПОЛИСАРИО в 1991 году, но он ещё не состоялся. Те, кто проживает в районах, находящихся под контролем САДР, и те, кто живёт в лагерях сахарских беженцев в Тиндуфе (Алжир), участвуют в выборах Сахарской Арабской Демократической Республики.